# 2007 en sociologie
| Années de la sociologie : 2004 - 2005 - 2006 - 2007 - 2008 - 2009 - 2010    |
| Décennies de la sociologie : 1970 - 1980 - 1990 - 2000 - 2010 - 2020 - 2030 |

Cet article présente les événements de l'année 2007 dans le domaine de la sociologie.

## Publications

### Livres
- Luc Boltanski, La condizione fetale, Feltrinelli, Milano (prefazione di homepage.mac.com, traduzione di Lucia Cornalba).
- Breviglieri, M., Lafaye, C., Trom, D. (dir.), Sens critique, sens de la justice, Paris, Economica
- Jean-Philippe Cazier [dir.], Abécédaire de Pierre Bourdieu, Editions Sils Maria, 222 p.  (ISBN 978-2-930242-55-2)
- Pascal Duret, Le couple face au temps, Armand Colin, Paris,  (ISBN 978-2-200-34539-6)
- Michel Lallement, Le travail. Une sociologie contemporaine, Gallimard
- Michel Wieviorka [dir.], Les sciences sociales en mutation, Ed. Sciences Humaines (contribution de 40 chercheurs éminents, parmi lesquels Clifford Geertz, Ulrich Beck et Dan Sperber)

### En ligne
- Dan Ferrand-Bechmann, « À propos de Henri Lefebvre et Henri Raymond », Socio-logos, n° 2, [html] Lire en ligne, consulté le 10 juillet 2007
- Irony and Sadness-After Jean Baudrillard 2, sur l'ironie et la tristesse radicale, correspondance par courriel entre Geert Lovink et McKenzie Wark, publiée dans le site Network Cultures
- Michel Grossetti, Frédéric Godart, « Harrison White : des réseaux sociaux à une théorie structurale de l'action », SociologieS, Lire en ligne
- Harrison White, « Réseaux et histoires », SociologieS, Lire en ligne

## Décès
- 17 février : Jean Duvignaud (né le 22 février 1921), écrivain, critique de théâtre, sociologue, dramaturge, essayiste, scénariste et anthropologue.
- 6 mars : Jean Baudrillard (né le 27 juillet 1929), sociologue et philosophe français.
- 9 mars : Juan Carlos Portantiero (né le 1934), sociologue argentin, spécialisé dans l'étude des travaux d'Antonio Gramsci.

## Autres
- Frances Fox Piven devient 98e président de l'Association américaine de sociologie.